# Chambre des représentants (Maroc)
Pour les autres articles nationaux ou selon les autres juridictions, voir Chambre des représentants.
XIe législature
Bâtiment du Parlement du Maroc
La Chambre des représentants (en arabe : ﻣﺠﻠﺲ ﺍﻟﻨﻮﺍﺏ (Majliss-annouwab) ; en berbère : ⴰⴳⵔⴰⵡ ⵏ ⵉⵎⴰⵔⴰⵢⵏ (Agraw n imarayen)), est la chambre basse du parlement marocain. 
Elle est composée de 395 membres (« représentants » ou « députés »), élus pour cinq ans au suffrage universel direct au scrutin de liste à la proportionnelle.
Son actuel président est Rachid Talbi Alami.

## Système électoral
La Chambre des représentants est composée de 395 députés élus pour cinq ans au scrutin proportionnel plurinominal.
Sur ce total, 305 sièges sont ainsi à pourvoir dans 92 circonscriptions de 2 à 6 sièges en fonction de leur population, auxquels s'ajoutent 90 sièges à pourvoir dans 12 circonscriptions de 3 à 12 sièges correspondant aux régions.
Les listes de candidats pour ces 90 sièges régionaux doivent être composées d'au moins un tiers de femmes, dont les première et deuxième places de liste.
Pour l'ensemble des circonscriptions, les listes de candidats sont fermées, sans panachage ni vote préférentiel. Après décompte des voix, la répartition se fait sur la base du seul quotient électoral, calculé à partir du total des inscrits sur les listes électorales, et non de celui des suffrages exprimés, comme c'était le cas avant 2021,,
Le nombre de sièges par circonscription varie entre 2 et 6 selon le poids démographique de la circonscription. Si les grandes villes telles que Casablanca, Fès, Rabat et Marrakech sont divisées en plusieurs circonscriptions, les autres villes voient leurs frontières administratives coïncider avec celles électorales.
À la suite d'un changement de la loi électorale voté en 2021 et mis en œuvre pour la première fois lors des élections législatives organisées la même année, les 90 sièges ne sont plus pourvus que dans une unique circonscription nationale dont 60 d'entre eux réservés aux femmes et 30 autres réservés au moins de quarante ans. La répartition des sièges avait auparavant lieu selon la règle de la plus forte moyenne à toutes les listes ayant franchi le seuil électoral. Ce dernier était de 6 % dans les circonscriptions ordinaires et de 3 % pour la liste nationale, sur la base des suffrages exprimés,,.

### Historique
Le nombre de sièges constituant la Chambre des représentants a évolué selon les élections législatives qu'a connues le Maroc depuis son indépendance, obtenue en novembre 1955 et entrée en vigueur en 1956 ; il est passé de 144 sièges en 1963 à 395 en 2011.
| Législatives | Nombres de sièges | +/-           |
| ------------ | ----------------- | ------------- |
| 1963         | 144               | —             |
| 1970         | 240               | 96            |
| 1977         | 264               | 24            |
| 1984         | 306               | 42            |
| 1993         | 333               | 69            |
| 1997         | 325               | 8             |
| 2002         | 325               | en stagnation |
| 2007         | 325               | en stagnation |
| 2011         | 395               | 70            |
| 2016         | 395               | en stagnation |
| 2021         | 395               | en stagnation |

## Rôle
Le rôle de la Chambre des représentants est de donner ou retirer sa confiance au gouvernement, proposer et voter les lois, contrôler le gouvernement et approuver le budget de l'État.
Afin de contrôler l'action du gouvernement, elle peut interpeller par des questions orales les membres du gouvernement, soumettre des questions écrites aux membres du gouvernement, renverser le gouvernement par une motion de censure et mener des commissions d’enquêtes parlementaires sur tout sujet qu'elle juge d’intérêt général, ainsi que convoquer des fonctionnaires et responsables d'entreprises publiques ou entreprises privées pour les interroger.
Les élus sont répartis au sein de plusieurs commissions permanentes et ils se spécialisent au cours de leur mandat dans un domaine particulier (Commission des Finances, Commission de '’Énergie, Commission de l'Intérieur et des Collectivités, Commission de l'Enseignement, etc...). Les commissions spécialisées évaluent les politiques de l'État marocain en auditionnant des experts, des hauts fonctionnaires, en recevant les ministres, et en se déplaçant sur le terrain.
Ce sont également les commissions qui examinent les projets et propositions de lois. Les lois sont toujours examinées en commission avant d'être ensuite présentées en séance générale. Elles sont ensuite votées par la chambre des conseillers. En cas de désaccord avec cette dernière, c'est la chambre des représentants qui l'emporte.

## Groupes parlementaires

### Législature 2016-2021
|  | Nom du groupe                                      | Président       | Nombre de membres | Parti politique   |
|  | -------------------------------------------------- | --------------- | ----------------- | ----------------- |
|  | Groupe justice et développement                    | Mostafa Brahimi | 123               | PJD               |
|  | Groupe authenticité et modernité                   | Rachid El Abdi  | 103               | PAM               |
|  | Groupe du Rassemblement constitutionnel            | Taoufik Kamil   | 62                | RNI, UC, MDS, PUD |
|  | Groupe istiqlalien de l'unité et de l'égalitarisme | Nourdin Moudian | 42                | PI                |
|  | Groupe haraki                                      | Mohamed Moubdi  | 23                | MP                |
|  | Groupe socialiste                                  | Amam Chokrane   | 21                | USFP              |
|  | Groupe du progrès et du socialisme                 | Aicha Lablak    | 13                | PPS               |
|  | Députés n'appartenant à aucun groupe ou groupement |                 | 2                 | FDG               |

### Législature 2021-2026
|  | Nom du groupe                                      | Président         | Nombre de membres | Parti politique |
|  | -------------------------------------------------- | ----------------- | ----------------- | --------------- |
|  | Groupe du Rassemblement national des indépendants  | Mohamed Ghayat    | 102               | RNI             |
|  | Groupe authenticité et modernité                   | Ahmed Touizi      | 87                | PAM             |
|  | Groupe istiqlalien de l'unité et de l'égalitarisme | Nourdin Moudian   | 81                | PI              |
|  | Groupe socialiste                                  | Abderrahim Chahid | 34                | USFP            |
|  | Groupe haraki                                      | Driss Sentissi    | 28                | MP              |
|  | Groupe constitutionnel démocratique et social      | Chaoui Belassal   | 23                | UC, MDS         |
|  | Groupe du progrès et du socialisme                 | Rachid Hamouni    | 22                | PPS             |
|  | Groupement de parti justice et de développement    | Abdellah Bouanou  | 13                | PJD             |
|  | Députés n'appartenant à aucun groupe ou groupement |                   | 5                 | FFD, PSU, AFG   |

## Liste des présidents
| N  | Président            | Parti politique                               | Période            | Législature  |
| -- | -------------------- | --------------------------------------------- | ------------------ | ------------ |
| 1  | Mehdi Benbarka       | Parti de l'istiqlal (PI)                      | 1956 - 1959        | Constituante |
| 2  | Abdelkrim El Khatib  | Mouvement populaire (MP)                      | 1963 - 1965        | Ire          |
| 3  | Abdelhadi Boutaleb   | Indépendant                                   | 1970 - 1971        | IIe          |
| 4  | Mehdi Ben Bouchta    | Parti de l'Istiqlal (PI)                      | 1971 - 1972        | IIe          |
| 5  | Dey Ould Sidi Baba   | Rassemblement national des indépendants (RNI) | 1977 - 1983        | IIIe         |
| 6  | Ahmed Osman          | Rassemblement national des indépendants (RNI) | 1984 - 1992        | IVe          |
| 7  | Mohamed Jalal Essaid | Union constitutionnelle (UC)                  | 1992 - 1997        | Ve           |
| 8  | Abdelwahed Radi      | Union socialiste des forces populaires (USFP) | 1997 - 2002 - 2007 | VIe VIIe     |
| 9  | Mustapha Mansouri    | Rassemblement national des indépendants (RNI) | 2007 - 2010        | VIIIe        |
| 10 | Abdelwahed Radi      | Union socialiste des forces populaires (USFP) | 2010 - 2011        | VIIIe        |
| 11 | Karim Ghellab        | Parti de l'Istiqlal (PI)                      | 2011 - 2014        | IXe          |
| 12 | Rachid Talbi Alami   | Rassemblement national des indépendants (RNI) | 2014 - 2017        | IXe          |
| 13 | Habib El Malki       | Union socialiste des forces populaires (USFP) | 2017 - 2021        | Xe           |
| 14 | Rachid Talbi Alami   | Rassemblement national des indépendants (RNI) | 2021 -             | XIe          |

## Féminisation
En 1993, deux femmes sont pour la première fois élues à la Chambre des représentants, Latifa Bennani-Smires et Badia Skalli.